# Epic Rap Battles of History
Epic Rap Battles of History – seria internetowa zamieszczana na portalu YouTube początkowo na kanale Nice Petera, a potem na kanale ERB. Przedstawia pojedynki na freestyle różnych znanych postaci historycznych lub fikcyjnych. Jest dziełem Petera „Nice Peter” Shukoffa i Lloyda „EpicLLOYD” Ahlquista, którzy są również autorami wykonywanych utworów.
Kanał ERB ma ponad 14 milionów subskrybentów. Od 2013 do 2018 znajdował się w pierwszej setce pod względem liczby subskrypcji na YouTube i na miejscu piętnastym w 2015.

## Formuła
W każdym odcinku pojawiają się znane postacie współczesne (jak Barack Obama czy Bill Gates), historyczne (jak Juliusz Cezar czy Konfucjusz), fikcyjne (Darth Vader, Święty Mikołaj), religijne (Mojżesz, Adam i Ewa) lub mitologiczne (Zeus, Thor), które uczestniczą we freestyle'u, czyli pojedynku raperskim, w którym każdy uczestnik w zabawny, rytmiczny i rymowany sposób wytyka wady swojego przeciwnika oraz wyróżnia własne zalety. Charakteryzacja, scenografia, montaż i muzyka są tak przygotowane aby jak najlepiej odzwierciedlić środowisko i charakter postaci. Na to kto pojawi się w Epic Rap Battles of History mają wpływ widzowie, którzy zgłaszają swoje propozycje w komentarzach na Facebooku i YouTube'ie.

## Historia
Pomysłodawcą serii, w której postacie historyczne rapują przeciwko sobie jest Lloyd Ahlquist (pseudonim EpicLLOYD), który przekonał do niego Petera Shukoffa (pseudonim Nice Peter) i Zacha Sherwina. Postanowili oni stworzyć improwizowany program o nazwie Check OneTwo. Ostatecznie jednak z powodu zbyt wielu trudności zdecydowali, że zamiast improwizowanego programu stworzą serię na YouTube. Pierwsze trzy odcinki miały budżet o wysokości 50$ na odcinek. 26 września 2010 na YouTube został zamieszczony pierwszy odcinek. Nice Peter wcielił się w Johna Lennona, a EpicLLOYD w Billa O’Reilly’ego.
Przed powstaniem serii na YouTube, Nice Peter i EpicLLOYD nagrali pierwszy utwór, w którym pojedynkowali się Laleczka Chucky i Michael J. Fox. Ten utwór był improwizowany, ale autorzy nie byli zadowoleni z efektu i postanowili go nie udostępniać publicznie. Ostatecznie jednak wyciekł do sieci.
Początkowo odcinki ukazywały się na kanale Nice Petera, ale 8 grudnia 2011 ze względu na rosnącą popularność serię przeniesiono na konto, którego nazwa – ERB – jest skrótem od pełnej nazwy serii. Powstał też drugi kanał – ERB2 – na którym zamieszczane są materiały zza kulis. We współpracy z Maker Studios powstała także oficjalna strona programu.
Już od pierwszego roku swojej aktywności Epic Rap Battles of History zdobywało dużą popularność. Liczba subskrybentów kanału przekroczyła 14 milionów. Sami twórcy szacują, że każdy odcinek ogląda średnio około 30 milionów osób. O sukcesie serii informowały między innymi takie media, jak: The Wall Street Journal, Los Angeles Times, Wired, Forbes, CNN i The Huffington Post. Wystąpili w niej gościnnie różni inni znani komicy i raperzy, tacy jak: Weird Al Yankovic, Snoop Dogg, T-Pain, Keegan-Michael Key, Jordan Peele, Rhett & Link, George Watsky i DeStorm Power.
12 października 2012 pierwszy utwór stworzony na potrzeby Epic Rap Battles of History otrzymał złotą płytę od Recording Industry Association of America. Był to Barack Obama vs. Mitt Romney.
17 lutego 2013 Epic Rap Battles of History zostało nominowane w pięciu kategoriach do Streamy Awards i wygrało cztery nagrody. Było to pierwsze wyróżnienie tej serii prestiżową nagrodą związaną z mediami internetowymi. Nice Peter i EpicLLOYD w czasie ceremonii rozdania nagród wykonali na żywo fragment odcinka Steve Jobs vs. Bill Gates. Od tego czasu seria wielokrotnie była nominowana do różnych nagród, w tym między innymi do Nagrody Emmy w 2016 i 2017.
9 stycznia 2017 w odcinku Nice Peter vs EpicLLOYD 2 twórcy serii, Nice Peter i EpicLLOYD, stwierdzili, że potrzebują przerwy. Przez prawie dwa lata nie pojawiały się nowe odcinki, aż 30 listopada 2018 na kanale został opublikowany segment promocyjny, zapowiadający, że w grudniu ukaże się nowy odcinek, wiosną rozpocznie się kolejny sezon, a sama seria będzie od tej pory w 100% niezależna.

### Historyczne statystyki kanału
| Data             | Subskrypcje | Subskrypcje | Wyświetlenia  | Wyświetlenia | Przypis |
| Data             | Liczba      | Miejsce     | Liczba        | Miejsce      | Przypis |
| ---------------- | ----------- | ----------- | ------------- | ------------ | ------- |
| 2 marca 2012     | 699 295     | 123         | 52 216 732    | 1665         | [ 10 ]  |
| 29 stycznia 2013 | 2 792 703   | 26          | 397 877 969   | 235          | [ 11 ]  |
| 5 stycznia 2014  | 9 080 958   | 15          | 847 265 947   | 127          | [ 12 ]  |
| 5 stycznia 2015  | 11 605 15   | 20          | 1 475 847 247 | 104          | [ 13 ]  |
| 4 stycznia 2016  | 12 897 126  | 33          | 1 995 240 143 | 172          | [ 14 ]  |
| 5 stycznia 2017  | 14 110 545  | 35          | 2 545 503 451 | 202          | [ 15 ]  |
| 8 stycznia 2018  | 14 273 563  | 60          | 2 820 645 064 | 298          | [ 16 ]  |
| 21 kwietnia 2019 | 14 414 971  | 184         | 3 116 218 500 | 493          | [ 17 ]  |
| 22 marca 2021    | ~14 700 000 | 410         | 3 689 798 635 | 848          | [ 18 ]  |

## Obsada

### Główna

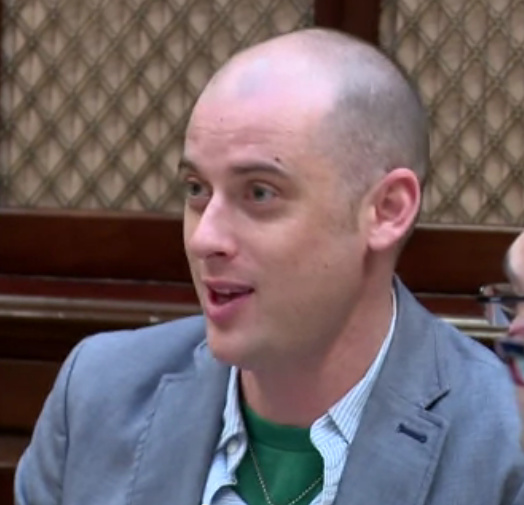
Peter "Nice Peter" Shukoff

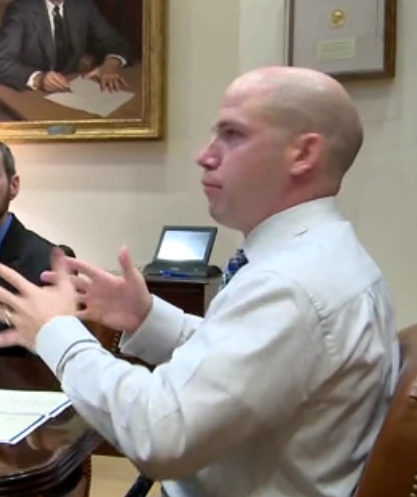
Lloyd "EpicLLOYD" Ahlquist

| Sezon             | Postacie |
| ----------------- | --- |
| 1                 | John Lennon, Darth Vader, Abraham Lincoln, Lady Gaga, Hulk Hogan, Ludwig van Beethoven, Stephen Hawking, Zając wielkanocny, Napoleon Wybuchowiec, Vince Offer, Albus Dumbledore, Kot Prot, Fred Rogers, Krzysztof Kolumb, on sam                                                       |
| 2                 | Darth Vader, Master Chief, Luigi, Michael Jackson, Steve Jobs, HAL 9000 (głos), Freddie Mercury, Abraham Lincoln, Dziesiąty Doktor, Batman, Święty Mikołaj, Steve, Nikola Tesla (głos), Lance Armstrong, Wolfgang Amadeus Mozart, Grigorij Rasputin, Włodzimierz Lenin, Władimir Putin |
| 3                 | Darth Vader, Czarnobrody, Bob Ross, Donald Trump, Duch przyszłych świąt Bożego Narodzenia, Rick Grimes, Bill Nye, George Washington, Wojownicze Żółwie Ninja (głosy) |
| 4                 | Jamie Hyneman, Romeo Montague, Zeus (głos), Steven Spielberg, Michael Bay, Ted Logan, David Copperfield, RoboCop, Friedrich Nietzsche, Gajusz Juliusz Cezar, Jim Henson |
| Dodatkowy odcinek | Boba Fett (głos) |
| 5                 | J.R.R. Tolkien, Thomas Jefferson, Austin Powers, Bruce Jenner, Iwan IV Groźny, Abraham Lincoln, Charles Darwin, Tony Hawk, on sam |
| Dodatkowy odcinek | Mark Zuckerberg |
| 6                 | Guy Fawkes, Ronald McDonald, George Carlin, Jacques Cousteau, Sigmund Freud, Drakula, Joker, Robert Oppenheimer, Joe Biden, Luke Skywalker (głos) |

| Sezon             | Postacie |
| ----------------- | --- |
| 1                 | Bill O’Reilly, Adolf Hitler, Chuck Norris, Randy Savage, Johann Sebastian Bach, Czyngis-chan, Napoleon Bonaparte, Benjamin Franklin, Gandalf, Coś #1 i Coś #2, James T. Kirk, on sam                                         |
| 2                 | Adolf Hitler, Leonidas I (głos), Mario, Elvis Presley, Bill Gates, Frank Sinatra, Mitt Romney, Clint Eastwood, Robin, elfy Świętego Mikołaja, Adam, Thomas Alva Edison, Babe Ruth, Skrillex, Józef Stalin, Michaił Gorbaczow |
| 3                 | Adolf Hitler, Al Capone, Pablo Picasso, John Pierpont Morgan, Walter White, Superman, William Wallace, Wojownicze Żółwie Ninja (głosy)                                                                                       |
| 4                 | Adam Savage, Piankowy marynarz (głos), Clyde Barrow, Thor (głos), Hannibal Lecter, Alfred Hitchcock, Bill S. Preston, Harry Houdini, T-800, Sokrates, Stan Lee                                                               |
| Dodatkowy odcinek | Deadpool (głos) |
| 5                 | George R.R. Martin, Gordon Ramsay, James Bond, Bruce Banner, Fryderyk II Wielki, Donald Trump, Theodore Roosevelt, on sam |
| Dodatkowy odcinek | Elon Musk |
| 6                 | Wolverine, The Burger King, Robin Williams, Steve Irwin, Wład Palownik, Pennywise, Thanos, Donald Trump |

### Powracająca

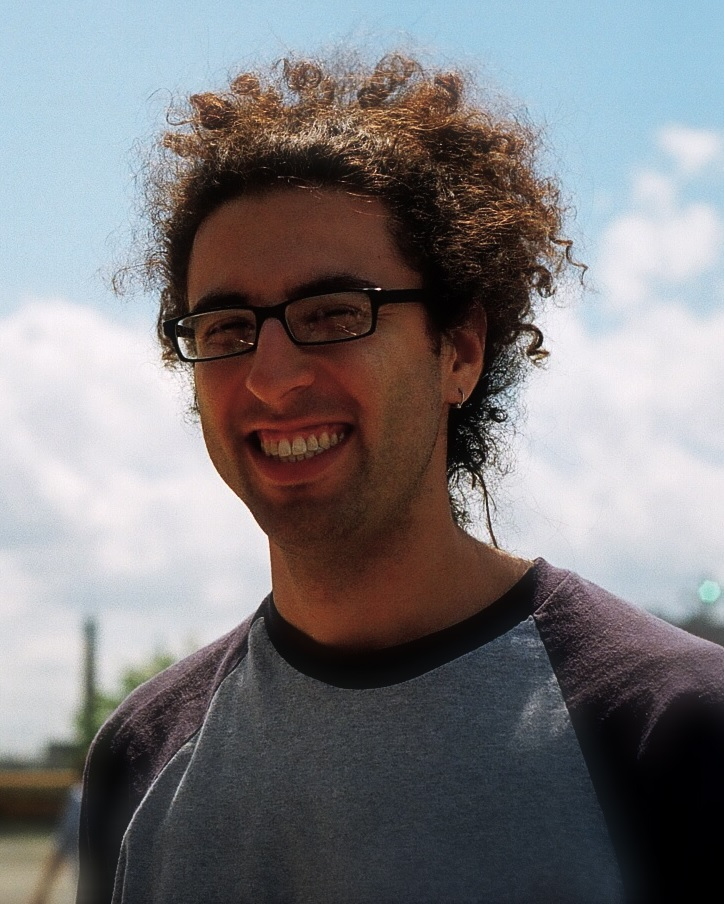
Zach Sherwin

| Aktor                  | Postacie            | Postacie                      | Postacie                       | Postacie                             | Postacie                             |                |
| Aktor                  | Sezon 1             | Sezon 2                       | Sezon 3                        | Sezon 4                              | Sezon 5                              | Sezon 6        |
| ---------------------- | ------------------- | ----------------------------- | ------------------------------ | ------------------------------------ | ------------------------------------ | -------------- |
| Timothy DeLaGhetto     | Kim Dzong Il        |                               |                                | Sun Zi                               |                                      |                |
| Zach Sherwin           | Albert Einstein     | Emmett Brown, Sherlock Holmes | Ebenezer Scrooge, Stephen King | Egon Spengler, Voltaire, Walt Disney | Aleksander Macedoński, Wayne Gretzky |                |
| George Watsky          | William Shakespeare | Czwarty Doktor                | Edgar Allan Poe                |                                      |                                      |                |
| DeStorm Power          | Mr. T               |                               | Kanye West                     | Czaka                                |                                      |                |
| Rhett James McLaughlin |                     | Wilbur Wright                 | Donatello                      | William Clark                        |                                      |                |
| Link Neal              |                     | Orville Wright                | Leonardo da Vinci              | Meriwether Lewis                     |                                      |                |
| Kimmy Gatewood         |                     | Marilyn Monroe                |                                |                                      | Hillary Clinton                      |                |
| Keegan-Michael Key     |                     | Mahatma Gandhi                | Michael Jordan                 |                                      |                                      |                |
| Jordan Peele           |                     | Martin Luther King            | Muhammad Ali                   |                                      |                                      |                |
| Ray William Johnson    |                     |                               | Boba Fett (głos), Son Gokū     |                                      |                                      |                |
| KRNFX                  |                     |                               |                                | Grant Imahara, Laozi                 |                                      |                |
| Dan Bull               |                     |                               |                                | Kuba Rozpruwacz                      | Winston Churchill                    |                |
| Wax                    |                     |                               |                                | Quentin Tarantino                    |                                      | Freddy Krueger |

### Pojedyncze występy
| Aktor            | Rola          |
| ---------------- | ------------- |
| Lisa Donovan     | Sarah Palin   |
| Alex Farnham     | Justin Bieber |
| Colin J. Sweeney | Billy Mays    |
| Mickey Meyer     | Dr. Seuss     |

| Aktor           | Rola                 |
| --------------- | -------------------- |
| Jesse Wellens   | Leonidas (ciało)     |
| Jeana Smith     | Gorgo                |
| Bentley Green   | Michael Jackson      |
| Angela Trimbur  | Kleopatra            |
| Iman Crosson    | Barack Obama         |
| Mike Diva       | Bruce Lee            |
| Kyle Mooney     | Doktor Watson        |
| Snoop Dogg      | Mojżesz              |
| Jenna Marbles   | Ewa                  |
| Dante Cindamore | Nikola Tesla (ciało) |
| PewDiePie       | Michaił Barysznikow  |

| Aktor             | Rola                |
| ----------------- | ------------------- |
| Atul Singh        | Boba Fett (ciało)   |
| Brian Neunhoffer  | Boba Fett (ciało)   |
| Michelle Glavan   | Miley Cyrus         |
| Jessi Smiles      | Joanna d’Arc        |
| Weird Al Yankovic | Isaac Newton        |
| Chali 2na         | Neil deGrasse Tyson |
| Ian Hecox         | Michał Anioł        |
| Anthony Padilla   | Rafael Santi        |

| Aktor                              | Rola                       |
| ---------------------------------- | -------------------------- |
| Mark Douglas                       | Raymond Stantz             |
| Chris Gorbos                       | Peter Venkman              |
| Walter Downing                     | Winston Zeddemore          |
| Taylor Cu                          | Piankowy marzynarz (ciało) |
| Mary Gutfleisch                    | Kari Byron                 |
| Chris Alvarado                     | Tory Belleci               |
| Hannah Hart                        | Bonnie Parker              |
| Grace Helbig                       | Julia Kapulet              |
| Lauren Flans                       | Ellen DeGeneres            |
| Nikki "November Christine" Jenkins | Oprah Winfrey              |
| @rugglesoutbound                   | Stanley Kubrick            |
| MC Jin                             | Konfucjusz                 |

| Aktor              | Rola              |
| ------------------ | ----------------- |
| Robert Hoffman     | Deadpool (ciało)  |
| Ivan "Flipz" Velez | Boba Fett (ciało) |

| Aktor                 | Rola                |
| --------------------- | ------------------- |
| Mamrie Hart           | Julia Child         |
| J.B. Smoove           | Frederick Douglass  |
| Ben Atha              | James Bond          |
| Jolie "NoShame" Drake | Caitlyn Jenner      |
| Mike O’Hearn          | Hulk                |
| Mike Betette          | Pompejusz           |
| Meghan Tonjes         | Katarzyna II Wielka |
| Brian Walters         | Ash Ketchum         |
| T-Pain                | Stevie Wonder       |
| Lilly Singh           | Wonder Woman        |

| Aktor                 | Rola                   |
| --------------------- | ---------------------- |
| Rob Rico              | Che Guevara            |
| MC Goldiloxx          | Wendy                  |
| ZEALE                 | Richard Pryor          |
| Gary Anthony Williams | Bill Cosby             |
| Jackie Tohn           | Joan Rivers            |
| Cara Francis          | Matka Teresa z Kalkuty |
| Boyinaband            | Harry Potter (głos)    |

## Lista odcinków
| Sezon | Sezon             | Liczba odcinków   | Data emisji             | Data emisji             |
| Sezon | Sezon             | Liczba odcinków   | Data pierwszego odcinka | Data ostatniego odcinka |
| ----- | ----------------- | ----------------- | ----------------------- | ----------------------- |
|       | 1                 | 15                | 26 września 2010        | 18 listopada 2011       |
|       | 2                 | 18                | 8 grudnia 2011          | 22 kwietnia 2013        |
|       | 3                 | 12                | 7 października 2013     | 14 lipca 2014           |
|       | 4                 | 12                | 10 listopada 2014       | 3 sierpnia 2015         |
|       | Dodatkowy odcinek | Dodatkowy odcinek | 16 grudnia 2015         | 16 grudnia 2015         |
|       | 5                 | 12                | 2 maja 2016             | 9 stycznia 2017         |
|       | Dodatkowy odcinek | Dodatkowy odcinek | 7 grudnia 2018          | 7 grudnia 2018          |
|       | 6                 | 11                | 20 kwietnia 2019        | ?                       |

## Nagrody i wyróżnienia
| Rok  | Nagroda                           | Kategoria                              | Wynik     | Odbiotca |
| ---- | --------------------------------- | -------------------------------------- | --------- | --- |
| 2013 | Streamy Awards                    | Najlepszy scenariusz: Komedia          | Nominacja | Peter Shukoff, Lloyd Ahlquist                                                                                          |
| 2013 | Streamy Awards                    | Najlepszy muzyk online                 | Wygrana   | Peter Shukoff |
| 2013 | Streamy Awards                    | Najlepsza piosenka oryginalna          | Wygrana   | Peter Shukoff, Lloyd Ahlquist (za Steve Jobs vs. Bill Gates)                                                           |
| 2013 | Streamy Awards                    | Najlepsza seria muzyczna               | Wygrana   | Epic Rap Battles of History                                                                                            |
| 2013 | Streamy Awards                    | Najlepsze projekty kostiumów           | Wygrana   | Mary Gutfleisch |
| 2013 | YouTube Music Awards              | Filmik roku                            | Nominacja | Barack Obama vs Mitt Romney                                                                                            |
| 2013 | YouTube Music Awards              | Artysta roku                           | Nominacja | Peter Shukoff, Lloyd Ahlquist                                                                                          |
| 2014 | Streamy Awards                    | Najlepszy scenariusz                   | Wygrana   | Peter Shukoff, Lloyd Ahlquist, Zach Sherwin, Dante Cimadamore, Mike Betette                                            |
| 2014 | Streamy Awards                    | Teledysk                               | Wygrana   | Goku vs. Superman |
| 2014 | Streamy Awards                    | Projekt kostiumów                      | Wygrana   | Sulai Lopez |
| 2014 | Streamy Awards                    | Montaż                                 | Nominacja | Andrew Sherman, Ryan Moulton, Daniel Turcan, Peter Shukoff                                                             |
| 2014 | Streamy Awards                    | Wspólny projekt                        | Nominacja | Peter Shukoff, Lloyd Ahlquist, Snoop Dogg (za Moses vs Santa Claus)                                                    |
| 2015 | Streamy Awards                    | Scenariusz                             | Wygrana   | Peter Shukoff, Lloyd Ahlquist, Zach Sherwin, Dante Cimadamore and Mike Betette                                         |
| 2015 | Streamy Awards                    | Projekt kostiumów                      | Wygrana   | Sulai Lopez |
| 2015 | Streamy Awards                    | Montaż                                 | Wygrana   | Andrew Sherman, Ryan Moulton, Daniel Turcan, Peter Shukoff                                                             |
| 2015 | Streamy Awards                    | Wspólny projekt                        | Wygrana   | Peter Shukoff, Lloyd Ahlquist, Grace Helbig, Hannah Hart (za Romeo and Juliet vs Bonnie and Clyde)                     |
| 2015 | Producers Guild of America Awards | Wyróżniająca się seria cyfrowa         | Nominacja | Epic Rap Battles of History                                                                                            |
| 2016 | Producers Guild of America Awards | Wyróżniająca się seria cyfrowa         | Nominacja | Epic Rap Battles of History                                                                                            |
| 2016 | Primetime Emmy Awards             | Wyróżniająca się seria krótkometrażowa | Nominacja | Epic Rap Battles of History                                                                                            |
| 2016 | Streamy Awards                    | Wspólny projekt                        | Nominacja | Peter Shukoff, Lloyd Ahlquist, Meghan Tonjes, Mike Betette, Zach Sherwin (za Alexander the Great vs Ivan the Terrible) |
| 2017 | Primetime Emmy Awards             | Wyróżniająca się seria krótkometrażowa | Nominacja | Epic Rap Battles of History                                                                                            |

### Złote płyty
3 lipca 2013 utwór użyty na potrzeby odcinka Barack Obama vs. Mitt Romney stał się pierwszym utworem z tej serii, który otrzymał złotą płytę od RIAA. Odcinek ten rozsławił serię na tyle, że złotej płyty doczekały się później także utwory z poprzednich odcinków.
| l.p. | Nazwa                               | Data wydania         | Data certyfikacji    |
| ---- | ----------------------------------- | -------------------- | -------------------- |
| 1.   | Barack Obama vs. Mitt Romney        | 12 października 2012 | 3 lipca 2013         |
| 2.   | Darth Vader vs. Adolf Hitler        | 31 października 2010 | 29 października 2013 |
| 3.   | Albert Einstein vs. Stephen Hawking | 30 marca 2011        | 20 listopada 2013    |
| 4.   | Dr. Seuss vs Shakespeare            | 17 sierpnia 2011     | 15 sierpnia 2014     |
| 5.   | Justin Bieber vs Beethoven          | 2 marca 2011         | 14 października 2014 |
| 6.   | Steve Jobs vs Bill Gates            | 13 lipca 2012        | 14 października 2014 |
| 7.   | Master Chief vs Leonidas            | 31 stycznia 2012     | 14 października 2014 |
| 8.   | Mario Bros. vs Wright Bros          | 15 lutego 2012       | 4 czerwca 2015       |
| 9.   | Mr T vs Mr Rogers                   | 14 stycznia 2011     | 4 czerwca 2015       |
| 10.  | Abe Lincoln vs Chuck Norris         | 8 grudnia 2010       | 4 czerwca 2015       |
| 11.  | Darth Vader vs Adolf Hitler 2       | 7 grudnia 2011       | 29 stycznia 2016     |